# Luis Contreras (Fußballspieler, 1903)
Luis Contreras Barba (* 29. Januar 1903 in Buin; † 19. Dezember 1975 in Antofagasta) war ein chilenischer Fußballspieler. Der Mittelstürmer war einer der Gründer des CSD Colo-Colo. 

## Karriere
Luis Contreras begann seine Karriere 1920 beim CD Magallanes. Der Angreifer war 1925 bei der Abspaltung einiger Spieler aktiv, die den neuen Verein CSD Colo-Colo gründeten. Contreras schlug den Namen Colo-Colo in Anlehnung an den Mapucheanführer vor. Später war Contreras auch für San Luis und erneut für Colo-Colo aktiv.

## Erfolge
Magallanes
- Copa República de la Asociación de Fútbol de Santiago: 1920, 1921

Colo-Colo
- Liga Metropolitana: 1925
- Liga Central de Football: 1928